# Дороганка
Річка Дороганка
Річка Дороганка протікає через села даничі та Присторонь довжина річки 14 км. 
Витік поле між Суличівкою та Ріпками. Гирло болото Паристе